# Вільгельм Стрейтберг
Вільгельм Стрейтберг — німецький лінгвіст, індоєвропеїст, один із засновників школи молодограматики, засновник такої науки як індогерманістика, видавець Біблії готською мовою.
Навчався в Лейпцизькому університеті, серед інших його викладачами були Карл Бругман та Ернст Віндіш. У 1892 році разом із Карлом Бругманом він заснував журнал «Indogermanische Forschungen». У 1909 році його призначили членом Баварської академії наук.
У 1908—1910 роках він опублікував стародавні рукописи Біблії готською мовою, яку до цього моменту переклав на готську мову священик Ульфіла. У цьому виданні, готичний текст супроводжувався паралельно грецьким текстом.

## Публікації
- Zur germanischen Sprachgeschichte, Страсбург 1892 року.
- Die Entstehung der Dehnstufe, Страсбург 1894 року.
- Граматика Urgermanische. Einführung in das Vergleichende Studium der Altgermanischen Dialekte, Гейдельберг 1896 року.
- Gotisches Elementarbuch, Гейдельберг 1897 р.[6] (2-е видання 1906 р., 3-е і 4-е видання 1910 р., 5-е і 6-е видання 1920 р.).
- Die Gotische Bibel, Гейдельберг 1908—1020.